# Caëstre
Caëstre település Franciaországban, Nord megyében. Lakosainak száma 1979 fő (2022. január 1.). Caëstre Saint-Sylvestre-Cappel, Borre, Eecke, Flêtre, Hazebrouck, Hondeghem és Pradelles községekkel határos.

## Népesség
A település népességének változása:
| Lakosok száma | 1909 | 1933 | 1988 | 1980 | 2017 | 2019 | 2034 | 2006 | 1979 |
|               | 2013 | 2015 | 2016 | 2017 | 2018 | 2019 | 2020 | 2021 | 2022 |